# América Móvil
América Móvil ist ein mexikanisches Telekommunikationsunternehmen mit Sitz in Mexiko-Stadt. Mehrheitseigentümer des Unternehmens ist Carlos Slim. Zum Unternehmen gehören mehrere Telefongesellschaften, darunter viele der größten Mobilfunkanbieter Lateinamerikas.

## Geschäftstätigkeit
América Móvil ist im Índice de Precios y Cotizaciones (IPC) an der Bolsa Mexicana de Valores gelistet. Das Unternehmen ist in folgenden Ländern aktiv:
- Zentralamerika: Mexiko, Costa Rica, Guatemala, El Salvador, Honduras, Nicaragua, Panama, Dominikanische Republik, Jamaika, Puerto Rico
- Südamerika: Kolumbien, Ecuador, Peru, Brasilien, Chile, Paraguay, Uruguay, Argentinien
- Europa: Österreich, Bulgarien, Kroatien, Liechtenstein, Mazedonien, Serbien, Slowenien, Belarus

In den USA ist das Unternehmen nicht mehr tätig.

### Gesellschaften
Zum 31. Dezember 2016 verfügte das Unternehmen über 363,5 Millionen Zugänge, darunter 280,6 Millionen Mobilfunkteilnehmer, 33,7 Millionen Festnetze, 27 Millionen Breitbandzugänge und 22,2 Millionen PayTV-Einheiten. In Lateinamerika operiert América Móvil unter den Markennamen Telmex, Telcel und Claro.

### Beteiligungen
Im August 2007 wurde der jamaikanische Mobilfunkanbieter Oceanic Digital erworben. 2010 stieg América Móvil beim niederländischen Telekommunikationskonzern KPN ein, kaufte weiter zu und hielt im Juni 2012 29,8 % der Anteile. Im August 2013 unternahm das Unternehmen einen Versuch zur Übernahme des gesamten niederländischen Konzerns. Dieser wurde jedoch zurückgezogen, weil KPN blockierte.
Auch an der österreichischen Telekom Austria ist das mexikanische Unternehmen seit Juni 2012 beteiligt, erhöhte seinen Anteile bis März 2013 auf 23,7 % und wurde damit zweitgrößter Aktionär. Slim übernahm die Anteile an der Telekom Austria primär vom österreichischen Investor Ronny Pecik, der erst im September 2011 bei der Telekom Austria mit 20 Prozent eingestiegen war. Per 15. Juli 2014 erhöhte América Móvil den Anteil auf knapp 51 % und übernahm damit die Mehrheit. Stand Mai 2019 liegt der Anteil bei genau 51 %.
Im Januar 2019 kündigte América Móvil die Übernahme des Telefonica-Geschäfts in Guatemala und El Salvador für 333 Mio. $ bzw. 315 Mio. $ an. Die Vereinbarung für Telefonica Moviles und Telefonica Multiservicios in El Salvador unter dem Markennamen Movistar wurde jedoch im gegenseitigen Einvernehmen mit Telefonica im Jahr 2020 aufgrund der Auflagen der Wettbewerbsaufsicht in El Salvador aufgehoben.